# Agomadaranus sticticus
Agomadaranus sticticus es una especie de coleóptero de la familia Attelabidae. Presenta las subespecies: Agomadaranus sticticus continentalis, A. s. sticticus y A. s. yunnanicus.

## Distribución geográfica
Habita en China.